# Tiazydy

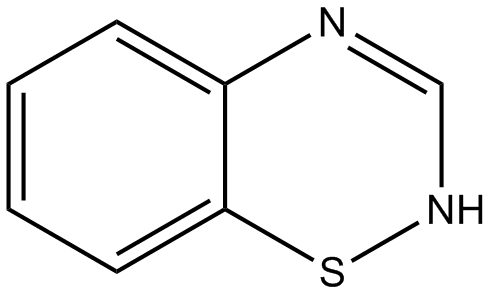
Benzotiadiazyna, struktura macierzysta tiazydów

Tiazydy, diuretyki tiazydowe – grupa leków moczopędnych o budowie sulfonamidowej będących pochodnymi lub analogami benzotiadiazyny.

## Historia
Tiazydy odkryto podczas poszukiwań inhibitorów anhydrazy węglanowej silniejszych od acetazolamidu.

## Mechanizm działania
Tiazydy powodują hamowanie działania białkowego kotransportera sodowo-chlorkowego w cewce dalszej nefronu, co zmniejsza przechodzenie sodu i chloru ze światła cewki do komórek jej nabłonka. Następstwem jest zwiększone wydalanie sodu i wtórnie zgromadzonej w ustroju wody. Nasileniu ulega ponadto wydalanie potasu i magnezu oraz zatrzymanie wapnia.

## Efektywność
Maksymalna efektywność oceniana jest na 15%, co oznacza, że o tyle zwiększa się wskutek działania leków z tej grupy wydalanie sodu przesączonego w kłębuszkach nerkowych.

## Leki należące do grupy
- tiazydy
  - hydrochlorotiazyd
  - bendroflumetiazyd
  - bemetyzyd
- analogi tiazydów
  - mefruzyd
  - chlorotalidon
  - ksypamid
  - klopamid
  - indapamid
  - chlorotiazyd

## Podstawowe wskazania
- niewydolność serca
- nadciśnienie tętnicze
- marskość wątroby przebiegająca z wodobrzuszem i obrzękami
- niewydolność nerek przy GFR > 30 ml/min/1,73 m²
- zespół napięcia przedmiesiączkowego

## Przeciwwskazania
- ciężka niewydolność nerek (GFR < 30 ml/min/1,73 m²)
- ciężka niewydolność wątroby
- ciężkie zaburzenia elektrolitowe
  - hipokaliemia
  - hiponatremia
  - hiperkalcemia
- uczulenie na sulfonamidy
- zatrucie glikozydami nasercowymi
- ciąża i okres karmienia piersią

## Działania niepożądane
- zaburzenia elektrolitowe
  - hiponatremia
  - hipokaliemia
  - hipomagnezemia
  - hiperkalcemia
- odwodnienie i przednerkowa ostra niewydolność nerek
- spadek ciśnienia tętniczego
- wzrost ryzyka zakrzepowo-zatorowego
- hiperglikemia
- hipertrójglicerydemia
- wzrost stężenia cholesterolu LDL
- hiperurykemia i dna moczanowa
- dolegliwości ze strony przewodu pokarmowego
- zaburzenia w obrazie krwi (rzadko)
  - niedokrwistość
  - leukopenia
  - małopłytkowość
- odczyny uczuleniowe (rzadko)
- ostre zapalenie trzustki (rzadko)

## Możliwe interakcje
Ze względu na spadek stężenia potasu w surowicy istnieje ryzyko interakcji z glikozydami nasercowymi. Należy też pamiętać, że jednoczesne podawanie z tiazydami diuretyków pętlowych lub glikokortykosteroidów nasila hipokaliemię.